# Гориця (Варненська область)
Гори́ця (болг. Горица) — село у Варненській області Болгарії. Входить до складу общини Бяла.

## Населення
За даними перепису населення 2011 року у селі проживали 83 особи, з них 80 осіб (96,4%) — болгари.
Розподіл населення за віком у 2011 році:
Динаміка населення: